# Lucéram
Lucéram – miejscowość i gmina we Francji, w regionie Prowansja-Alpy-Lazurowe Wybrzeże, w departamencie Alpy Nadmorskie.
Według danych na rok 1990 gminę zamieszkiwało 1026 osób, a gęstość zaludnienia wynosiła 16 osób/km² (wśród 963 gmin regionu Prowansja-Alpy-W. Lazurowe Lucéram plasuje się na 377. miejscu pod względem liczby ludności, natomiast pod względem powierzchni na miejscu 104.).

## Zabytki
- XV-wieczny kościół pw. św. Małgorzaty z ołtarzem wykonanym przez Ludovico Brea[1].